# Pete Way
Pour les articles homonymes, voir Way.
Peter Frederick Way, dit Pete Way (né à Enfield (Grand Londres, Angleterre) le 7 août 1951 et mort le 14 août 2020 dans la même ville), est un bassiste britannique et un des membres fondateurs du groupe  UFO.

## Carrière

### Avec UFO
Avant de fonder UFO en 1969 avec Phil Mogg, Andy Parker et Mick Bolton, Pete Way jouait avec divers groupes de son collège. Parallèlement il a travaillé au ministère de la Défense britannique et sur le quai de déchargement d'une usine.
Pete Way participe en tant que bassiste (et compositeur de classiques dont « Too Hot To Handle » ou « Cherry ») aux albums de UFO de 1970 (UFO 1) à 1982 (Mechanix) et de 1990 (High Stakes and Dangerous Men) à 2006 (The Monkey Puzzle). Après avoir vu son visa refusé par l’ambassade américaine de Londres pour la tournée américaine en 2008, il se verra obligé en 2009 de mettre sa carrière entre parenthèses pour soigner les problèmes de santé affectant son foie.  
Il a aussi travaillé comme producteur pour des groupes comme Twisted Sister ou Cockney Rejects.

#### Discographie

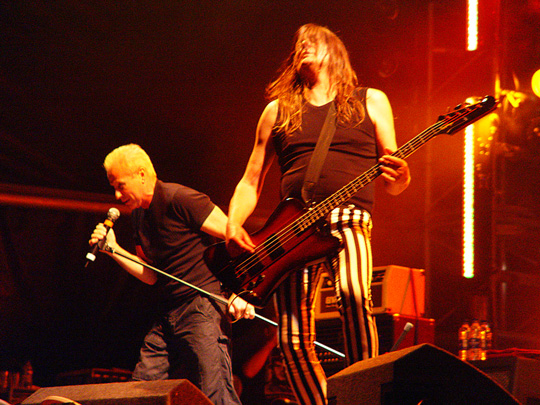
Pete Way et Phil Mogg en 2006.

- UFO 1 (1970)
- Flying (One Hour Space Rock) (1971)
- Live (1972)
- Phenomenon (1974)
- Force It (1975)
- No Heavy Petting (1976)
- Lights Out (1977)
- Obsession (1978)
- Strangers in the Night (album live) (1978)
- No Place to Run (1980)
- The Wild, the Willing and the Innocent (1981)
- Mechanix (1982)
- High Stakes and Dangerous Men (1992)
- Walk on Water (1995)
- Covenant (2000)
- Sharks (2002)
- You Are Here (2004)
- Showtime (album live) (2005)
- The Monkey Puzzle (2006)

### Fastway & Waysted
En 1982, peu en accord avec la direction plus mélodique que prenait UFO, Pete Way quitte le groupe et veut fonder un nouveau groupe avec "Fast" Eddie Clarke qui vient de quitter Motörhead. Mais des problèmes de contrat avec Chrysalis font capoter le projet et Fastway se fera sans lui. Dépité, il rejoint Ozzy Osbourne le temps d'une tournée en remplacement de Rudy Sarzo.
Il fonda Waysted fin 1982, groupe qui connaitra de nombreux changements de musiciens, et des périodes d'inactivités mais produira quand même huit albums entre 1983 (Vices) et 2007 (The Harsh Reality).

#### Discographie
Pete Way n'est pas crédité sur le premier album de Fastway.
- Waysted
- Vices (1983)
- Waysted (Ep) (1984)
- The Good The Bad The Waysted (1985)
- Save the Prayers (1986)
- Wilderness of Mirrors (2000)
- You Won't Get Out Alive (album live) (2000)
- Back From the Dead (2004)
- The Harsh Reality (2007)

### Autres
Pete Way enregistra, fin des années 1990, deux albums avec son complice de UFO, Phil Mogg, sous le nom de Mogg/Way. Dans les années 2000 sortiront, sous son propre nom, quatre albums. Il collabora avec Michael Schenker sous le nom de The Plot et du Michael Schenker Group et avec Robin George sous le nom de Damage Contol et du Robin's Damage Lovepower.
Il avait aussi collaboré avec deux de ses anciens compères, le chanteur Phil Mogg dans Mogg/Way, et le guitariste Michael Schenker, sans oublier une discrète carrière solo. Mais ses addictions, et des problèmes de visa pour jouer aux Etats-Unis, avaient limité ses ambitions de retour à plein temps sur la scène musicale. Il participe à la tournée de reformation de UFO en 1997.
En 2011, Pete Way rejoignit Michael Schenker, Herman Rarebell et Michael Voss pour former un supergroup du nom de Strangers in the Night (en référence à l'album live de UFO) mais l'album (Temple of Rock) sortira finalement sous le nom de Michael Schenker.
Bassiste historique de UFO, Pete Way est des influences majeures de Steve Harris, le leader et bassiste de groupe de heavy metal Iron Maiden.  
Deux mois après Paul Chapman, et un an après Paul Raymond, il meurt le 14 août 2020 des conséquences d'un accident subi quelques semaines plus tôt. Il avait survécu à un cancer de la prostate, détecté en 2013, et une crise cardiaque, en 2016.

#### Discographie
- Avec Mogg/Way
  - Edge of the World (1997)
  - Chocolate Box (1999)

- Sous son nom :
  - Amphetamine (2001)
  - Alive in Cleveland (2004)
  - Acoustic Animal (2004)
  - Letting Loose' (2009)

- Avec The Plot
  - The Plot (2003)

- Avec Michael Schenker Group
  - Tales of Rock'n'Roll (2006)

- Avec Michael Schenker
  - Temple of Rock (2011)

- Avec Damage Control
  - Damage Control (2007)
  - Raw (2009)

### Production
- Twisted Sister - Under the Blade (1982)
- Cockney Rejects - The Wild Ones (1982)

## Instruments
Pete Way joua principalement sur une basse Gibson Thunderbird. À partir des années 2000, il joue aussi sur une basse Epiphone Thunderbird ou sur une Ibanez Iceman bass rose.